# Dodge Journey
De Dodge Journey is een wagen geproduceerd door de Amerikaanse autofabrikant Chrysler en verkocht onder de merknaam Dodge. De wagen wordt geproduceerd in Toluca, Mexico. Op de Europese markt neemt de Journey het over van de Chrysler Voyager. De designer van de wagen is Ryan Nagode.
Sinds 2011 wordt de Dodge Journey niet meer nieuw geleverd op de Nederlandse markt. Dodge en Chrysler zijn inmiddels overgenomen door Fiat. Dit resulteert in een nieuwe Fiat gebaseerd op de Dodge Journey. Deze nieuwe Fiat draagt de naam Fiat Freemont. De Fiat Freemont en de Dodge Journey zijn beide te krijgen met maximaal zeven zitplaatsen (zevenzitter).

## Motoren pre-facelift

### Benzine
- 2.4 - 170 pk
- 2.7 V6 - 185 pk (niet voor de VS)
- 3.5 V6 - 235 pk (niet voor Europa)

### Diesel
- 2.0 CRD - 140 pk (alleen voor Europa)

## Facelift
In samenwerking met Fiat ontwikkelde Dodge een vernieuwde Journey. Zoals hierboven vermeld zal het model in Europa (en China en Brazilië) als Fiat Freemont worden verkocht, terwijl de Journey in Noord- en Zuid-Amerika verkocht zal worden. De gefacelifte Journey is te herkennen aan de vernieuwde grill en binnenkant. Het dashboard is een stuk ronder geworden en voorzien van mooiere materialen. 

### Motoren post-facelift
- 2.4 viercilinder - 170 pk (standaard viertrapsautomaat)
- 3.6 V6 Pentastar - 280 pk (standaard zestrapsautomaat)

Een diesel is niet meer leverbaar.